# Slag bij Mursa
De Slag bij Mursa vond plaats in de nazomer van 351. In de slag vocht het Romeinse leger van Constantius II tegen de strijdkrachten van usurpator Magnentius. De slag is een operationele nederlaag voor laatstgenoemde, zonder dat Constantius een werkelijke overwinning kon claimen.

## Achtergrond
Nadat Magnentius zich, na de moord op keizer Constans, tot keizer had laten uitroepen, werd hem deze positie betwist door Constantius II, de broer van de vermoorde keizer. Constantius benoemde zijn neef Constantius Gallus tot medekeizer en trok ten strijde tegen Magnentius.
Vóór de slag zond Constantius zijn gezant Flavius Philippus om te onderhandelen met Magnentius. Dit overleg leverde niet veel op, maar leidde er wel toe dat een van Magnentius' commandanten, Silvanus en zijn mannen overliepen naar Constantius. De dag daarop barstte de strijd los bij Mursa (hedendaags Osijek), bij de samenvloeiing van de Drau (of Drava) en de Donau. Er werd hevig gevochten maar de slag leverde geen duidelijke winnaar op.
De veldslag was wel een van de bloedigste uit de Romeinse geschiedenis: Magnentius verloor twee derde van zijn troepen en Constantius de helft van zijn leger.  In totaal sneuvelden 54 000 soldaten, in een periode waarin het keizerrijk omringd en bedreigd werd door vele vijanden.

Na de slag trok Magnentius zich via Noord-Italië over de Alpen terug naar Gallië. Met veel moeite hield hij zich daar staande. Twee jaar later werd hij gedwongen opnieuw slag te leveren, dat was in de Slag bij Mons Seleucus.
Oorlogen van de Romeinse Republiek
· Romeins-Etruskische Oorlogen
· Romeins-Aequische Oorlogen
· Latijnse Oorlog
· Romeins-Hernicische Oorlogen
· Romeins-Volscische Oorlogen
· Samnitische oorlogen (Eerste, Tweede, Derde)
· Pyrrhische Oorlog
· Punische oorlogen (Eerste, Tweede, Derde)
· Illyrische Oorlogen (Eerste, Tweede, Derde)
· Macedonische Oorlogen (Eerste, Tweede, Derde, Vierde)
· Romeins-Seleucidische Oorlog
· Aetolische Oorlog
· Galatische Oorlog
· Romeinse Verovering van Hispania (Eerste Celtiberische Oorlog, Lusitanische Oorlog, Numantische Oorlog, Sertorische Oorlog, Cantabrische Oorlogen)
· Achaeïsche Oorlog
· Oorlog tegen Jugurtha
· Cimbrische Oorlog
· Servilische Oorlogen (Eerste, Tweede, Derde)
· Bondgenotenoorlog
· Sulla's Burgeroorlogen (Eerste, Tweede)
· Mithridatische oorlogen (Eerste, Tweede, Derde)
· Gallische Oorlog
· Romeinse expedities naar Britannia
· Burgeroorlog tussen Pompeius en Caesar
· Einde van de Republiek (Slag bij Mutina, Burgeroorlog tegen Brutus en Cassius, Siciliaanse Opstand, Perusiaanse Oorlog, Burgeroorlog tussen Antonius en Octavianus)
Oorlogen van het Romeinse Keizerrijk
· Germaanse Oorlogen (Teutoburgerwoud, Marcomannenoorlog, Alemannische Oorlogen, Gotische Oorlog, Visigotische Oorlogen)
· Romeinse verovering van Britannia
· Boudicca
· Armenische Oorlog
· Vierkeizerjaar
· Joodse Oorlog
· Romeins-Parthische Oorlog
· Romeins-Perzische oorlogen
· Burgeroorlogen van de derde eeuw
. Gotische oorlog (376-382)
. Gotische opstand van Alarik I
. Gildonische opstand
. Gotische oorlog (402-403)
. Pictische oorlog van Stilicho
. Oorlog van Heraclianus
. Oorlog van Radegaisus
. Rijnoversteek
. Romeinse Burgeroorlog 427-429
· Val van het West-Romeinse Rijk